# 半月城
半月城（：／ Wolseong */?），又称新月城、月城，是新罗和统一新罗的王宫，位于今韩国庆州的庆州历史遗迹地区内，因其城墙型似半月而得名。推測月城興建於第5代新羅國王婆娑王22年（西元101年），直到935年新罗灭亡，半月城一直都是新罗的王宫。